# U-108
O Unterseeboot 108 foi um submarino alemão que serviu durante a Segunda Guerra Mundial. Foi danificado e afundado num bombardeio no dia 11 de Abril de 1944 em Stettin. Foi em seguida retirado de serviço no dia 17 de Julho de 1944 e abertos buracos pela tripulação em seu casco para afundar no dia 24 de Abril de 1945 no final da guerra.

## Comandantes
| Comandante                | Período                                       |
| ------------------------- | --------------------------------------------- |
| KKpt. Klaus Scholtz       | 22 de Outubro de 1940 - 14 de Outubro de 1942 |
| Oblt.zS. Erich Hilsenitz  | Outubro de 1942 - Outubro de 1942             |
| KKpt. Ralf-Reimar Wolfram | 15 de Outubro de 1942 - 16 de Outubro de 1943 |
| Oblt.zS. Matthias Brünig  | 17 de Outubro de 1943 - 11 de Abril de 1944   |

Oblt.zS. (Oberleutnant) - Primeiro-tenente 

KKpt. (Korvettenkapitän) - Capitão de corveta

## Carreira

### Subordinação
| Período                                       | Flotilha                  |
| --------------------------------------------- | ------------------------- |
| 22 de Outubro de 1940 - 31 de Janeiro de 1941 | 2. Unterseebootsflottille |
| 1 de Fevereiro de 1941 - 31 de Agosto de 1943 | 2. Unterseebootsflottille |
| 1 de Setembro de 1943 - 11 de Abril de 1944   | 8. Unterseebootsflottille |

### Patrulhas
|       | Comandante            | Partida                 | Partida       | Chegada                 | Chegada | Dias     | Toneladas |
| ----- | --------------------- | ----------------------- | ------------- | ----------------------- | ------- | -------- | --------- |
| 1     | Kptlt. Klaus Scholtz  | 15 de Fevereiro de 1941 | Wilhelmshaven | 12 de Março de 1941     | Lorient | 26       | 8 078     |
| 2     | Kptlt. Klaus Scholtz  | 3 de Abril de 1941      | Lorient       | 2 de Maio de 1941       | Lorient | 30       | 16 644    |
| 3     | Kptlt. Klaus Scholtz  | 25 de Maio de 1941      | Lorient       | 7 de Julho de 1941      | Lorient | 44       | 26 931    |
| 4     | Kptlt. Klaus Scholtz  | 19 de Agosto de 1941    | Lorient       | 21 de Outubro de 1941   | Lorient | 64       |           |
| 5     | KrvKpt. Klaus Scholtz | 9 de Dezembro de 1941   | Lorient       | 25 de Dezembro de 1941  | Lorient | 17       | 7 620     |
| 6     | KrvKpt. Klaus Scholtz | 8 de Janeiro de 1942    | Lorient       | 4 de Março de 1942      | Lorient | 56       | 20 082    |
| 7     | KrvKpt. Klaus Scholtz | 30 de Março de 1942     | Lorient       | 1 de Junho de 1942      | Lorient | 64       | 31 340    |
| 8     | KrvKpt. Klaus Scholtz | 13 de Julho de 1942     | Lorient       | 10 de Setembro de 1942  | Lorient | 60       | 17 495    |
| 9     | Ralf-Reimar Wolfram   | 25 de Outubro de 1942   | Lorient       | 26 de Novembro de 1942  | Lorient | 33       |           |
| 10    | Ralf-Reimar Wolfram   | 20 de Janeiro de 1943   | Lorient       | 24 de Fevereiro de 1943 | Lorient | 36       |           |
| 11    | Ralf-Reimar Wolfram   | 1 de Abril de 1943      | Lorient       | 16 de Maio de 1943      | Stettin | 46       | 7 176     |
| Total | Total                 | Total                   | Total         | Total                   | Total   | 476 dias | 135 366 t |

### Navios afundados e danificados
- 25 navios afundados num total de 118 722 GRT
- 1 navio de guerra auxiliar afundado num total de 16 644 GRT [2]

| Data        | Comandante          | Nome da Embarcação   | Toneladas | Nacionalidade          |
| ----------- | ------------------- | -------------------- | --------- | ---------------------- |
| 22 Fev 1941 | Klaus Scholtz       | Texelstroom          | 1 617     | Países Baixos          |
| 28 Fev 1941 | Klaus Scholtz       | Effna                | 6 461     | Reino Unido            |
| 13 Abr 1941 | Klaus Scholtz       | HMS Rajputana (F-35) | 16 644    | Marinha Real Britânica |
| 2 Jun 1941  | Klaus Scholtz       | Michael E.           | 7 628     | Reino Unido            |
| 8 Jun 1941  | Klaus Scholtz       | Baron Nairn          | 3 164     | Reino Unido            |
| 8 Jun 1941  | Klaus Scholtz       | Dirphys              | 4 240     | Grécia                 |
| 10 Jun 1941 | Klaus Scholtz       | Christian Krohg      | 1 992     | Noruega                |
| 25 Jun 1941 | Klaus Scholtz       | Ellinico             | 3 059     | Grécia                 |
| 25 Jun 1941 | Klaus Scholtz       | Nicolas Pateras      | 4 362     | Grécia                 |
| 1 Jul 1941  | Klaus Scholtz       | Toronto City         | 2 486     | Reino Unido            |
| 14 Dez 1941 | Klaus Scholtz       | SS Cassequel         | 4 751     | Portugal               |
| 19 Dez 1941 | Klaus Scholtz       | Ruckinge             | 2 869     | Reino Unido            |
| 8 Fev 1942  | Klaus Scholtz       | Ocean Venture        | 7 174     | Reino Unido            |
| 9 Fev 1942  | Klaus Scholtz       | Tolosa               | 1 974     | Noruega                |
| 12 Fev 1942 | Klaus Scholtz       | Blink                | 2 701     | Noruega                |
| 16 Fev 1942 | Klaus Scholtz       | Ramapo               | 2 968     | Panamá                 |
| 18 Fev 1942 | Klaus Scholtz       | Somme                | 5 265     | Reino Unido            |
| 25 Abr 1942 | Klaus Scholtz       | Modesta              | 3 849     | Reino Unido            |
| 29 Abr 1942 | Klaus Scholtz       | MV Mobiloil          | 9 925     | Estados Unidos         |
| 5 Mai 1942  | Klaus Scholtz       | Afoundria            | 5 010     | Estados Unidos         |
| 6 Mai 1942  | Klaus Scholtz       | Abgara               | 4 422     | Letónia                |
| 20 Mai 1942 | Klaus Scholtz       | Norland              | 8 134     | Noruega                |
| 3 Ago 1942  | Klaus Scholtz       | Tricula              | 6 221     | Reino Unido            |
| 7 Ago 1942  | Klaus Scholtz       | Breñas               | 2 687     | Noruega                |
| 17 Ago 1942 | Klaus Scholtz       | MV Louisiana         | 8 587     | Estados Unidos         |
| 19 Abr 1943 | Ralf-Reimar Wolfram | Robert Gray          | 7 176     | Estados Unidos         |
| Total       | Total               | Total                | 135 366 t |                        |

SS (steam ship) - navio a vapor 

HMS (Her Majesty's Ship) -prefixo dos navios pertencentes a Marinha Real Britânica, e significa navio de sua Majestade 

MV (motor vessel) - navio a motor